# سارت (إقليم فرنسي)

موقع اقليم سارت

سارت (بالفرنسية:Sarthe) هو إقليم فرنسي، يقع في شمال غرب فرنسا، وبه 354 بلدية، يحمل الإقليم اسم نهر سارت الذي يمر في الإقليم. عدد سكانه 566,058 نسمة وفق تعداد عام 2021.

## تاريخ الإقليم
تم إنشاء إقليم سارت أثناء الثورة الفرنسية يوم 4 مارس 1790، وفقا للقانون 22 ديسمبر 1789، أنشأ من جزء من منطقة ماين السابقة التي انقسمت فيما بعد إلى قسمين: سارت، ماين.

## جغرافية الإقليم
إقليم سارت يقع في الطرف الشمالي لمنطقة باي دي لوار، ويتموضع للجنوب من منطقة باس نورماندي، وعلى الحافة الجنوبية من الكتلة الصخرية ارموريكان. يحدها الأقاليم التالية: أورن (بالفرنسية:Orne)، أور لوير (بالفرنسية:Eure-et-Loir)، لوار وشير (بالفرنسية:Loir-et-Cher)، إندر ولوار (بالفرنسية:Indre-et-Loire)، ماين ولوار (بالفرنسية:Maine-et-Loire) وماين (بالفرنسية:Mayenne).

## السياسة
كان الإقليم قاعدة انتخابية لرئيس الوزراء السابق فرنسوا فيون الذي يجلس منذ عام 2012 في الجمعية الوطنية الفرنسية لدائرة سارت في وسط باريس. وقد تولى رئاسة الوزراء في الفترة 17 مايو 2007 حتى 15 مايو 2012.

## معرض الصور

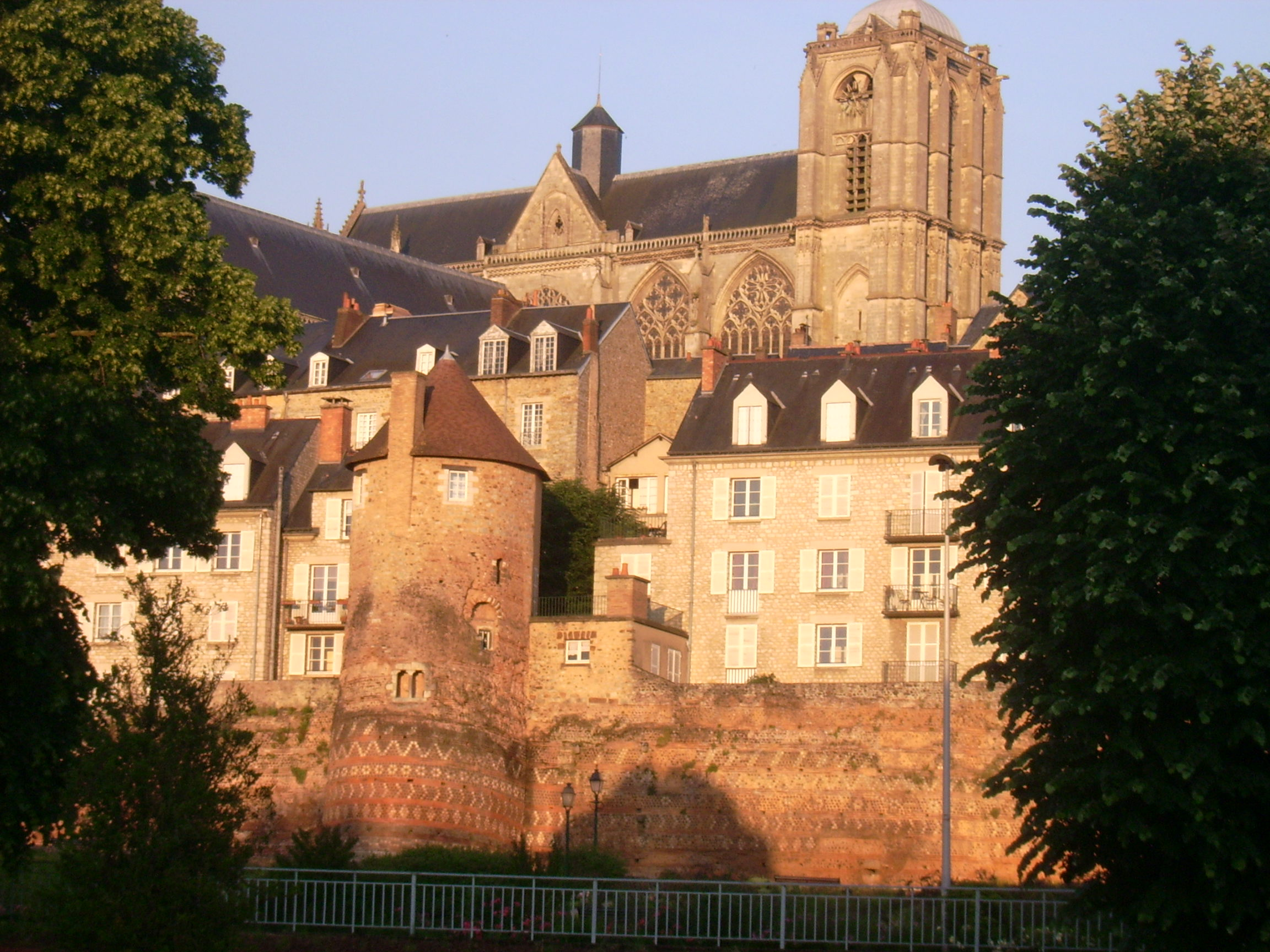
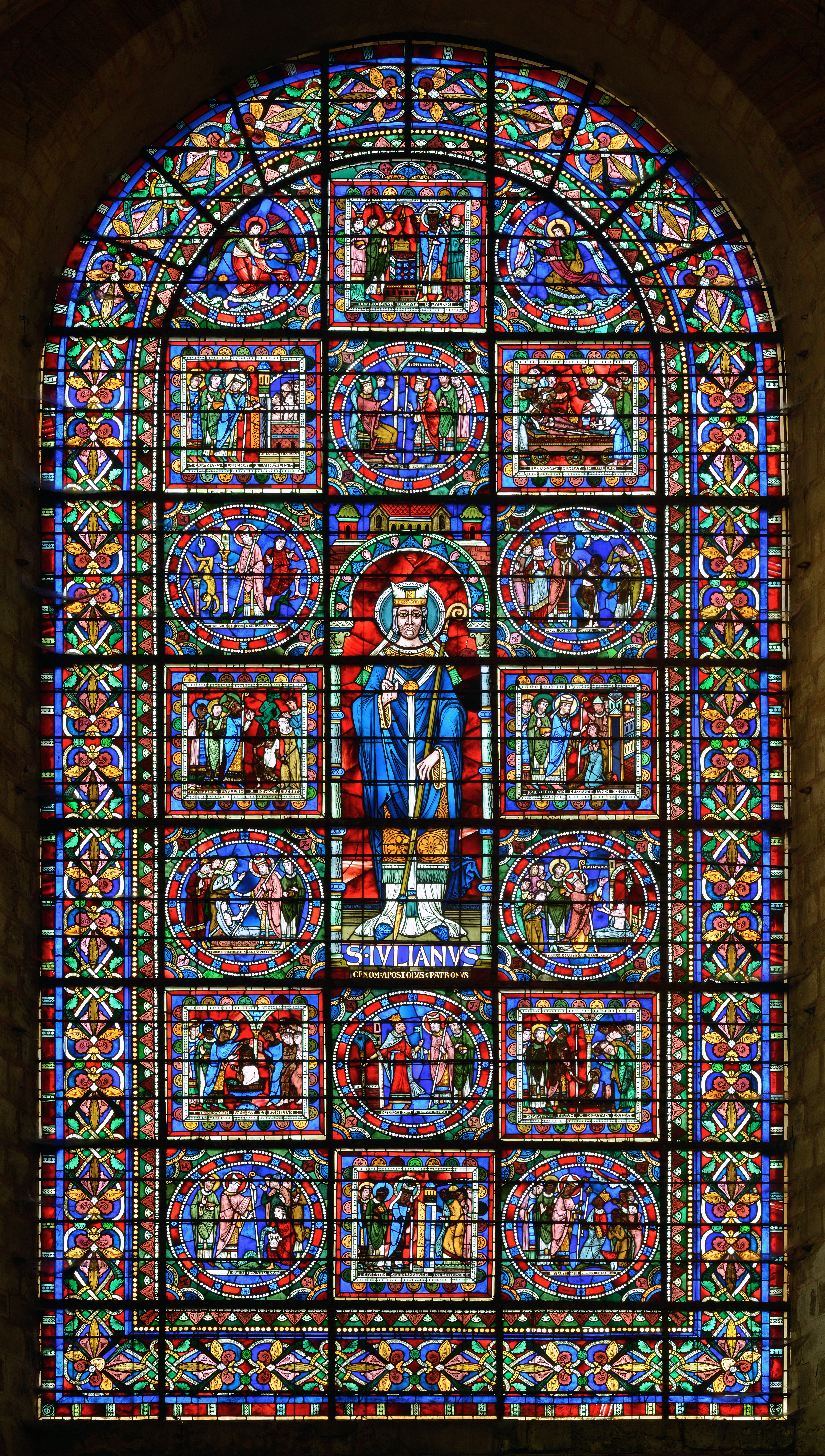
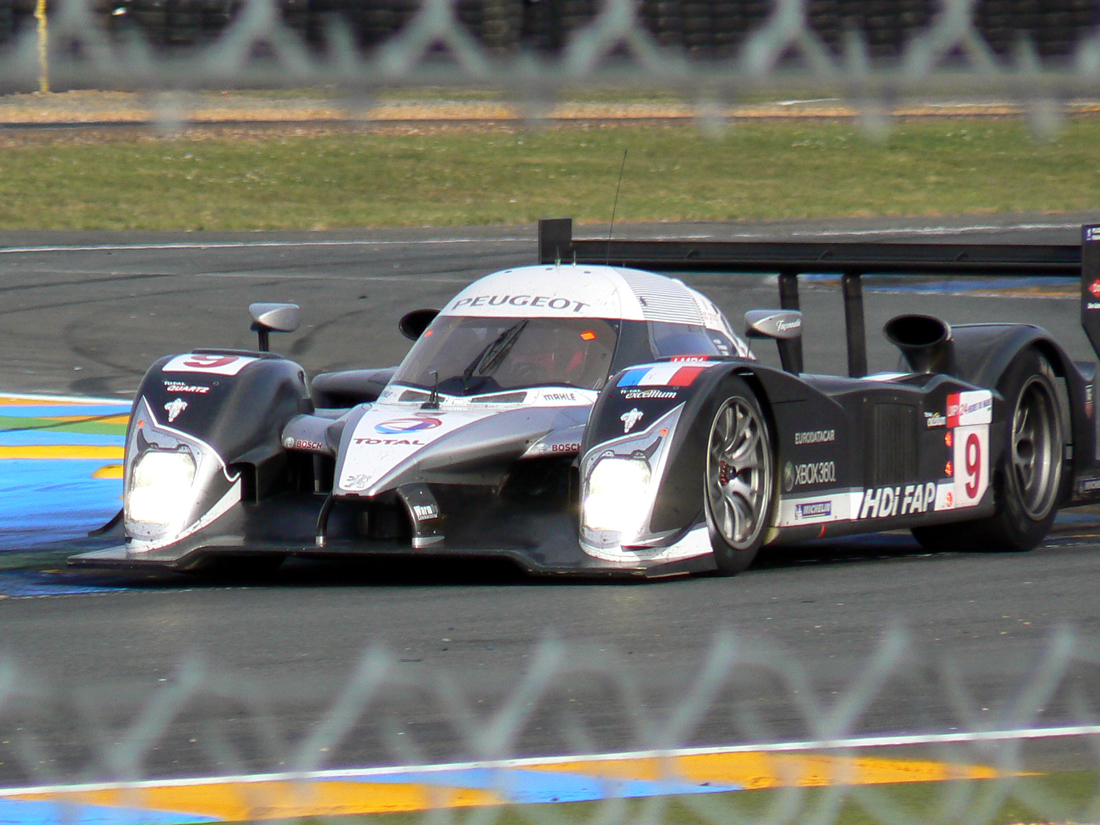
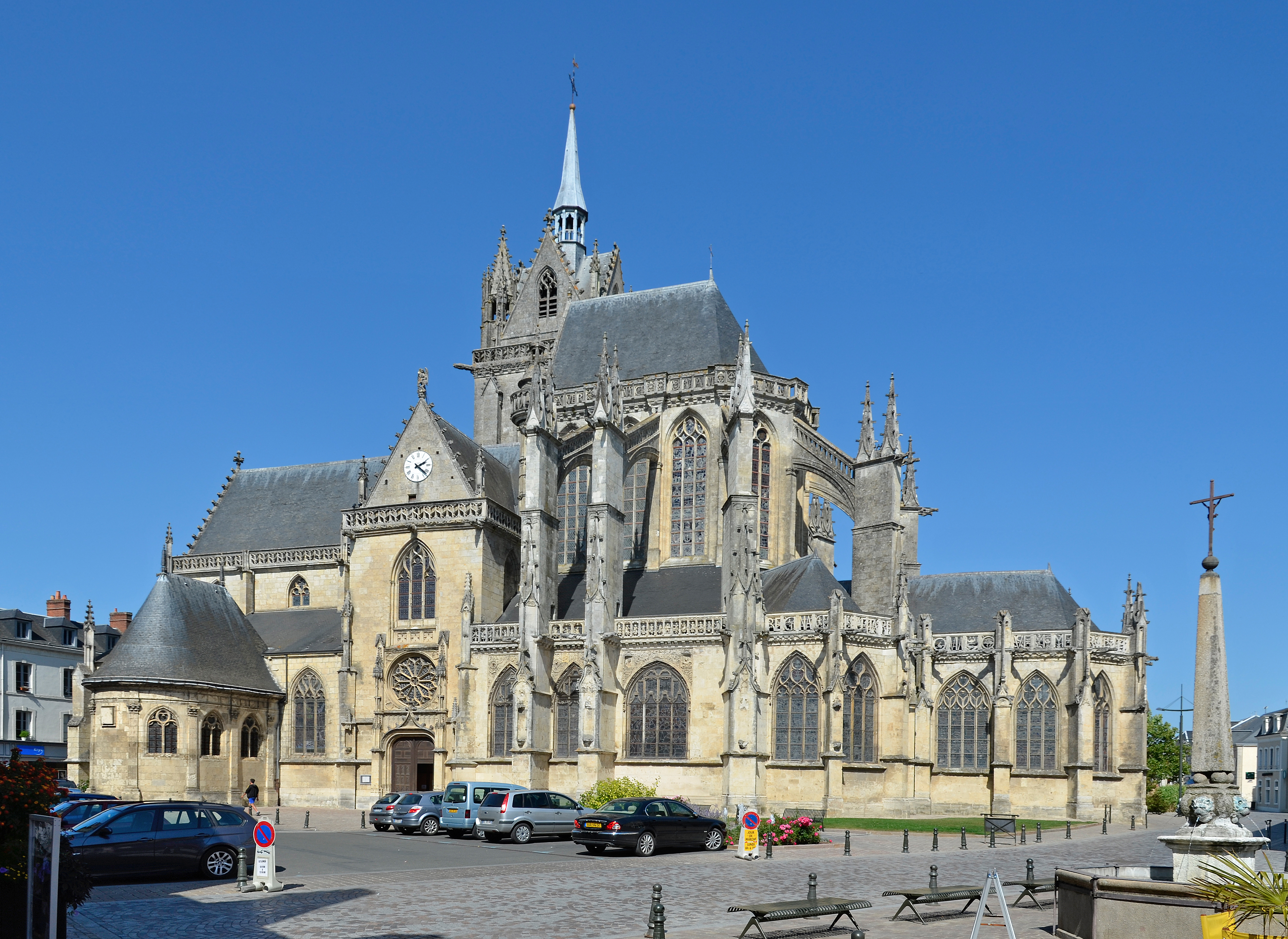
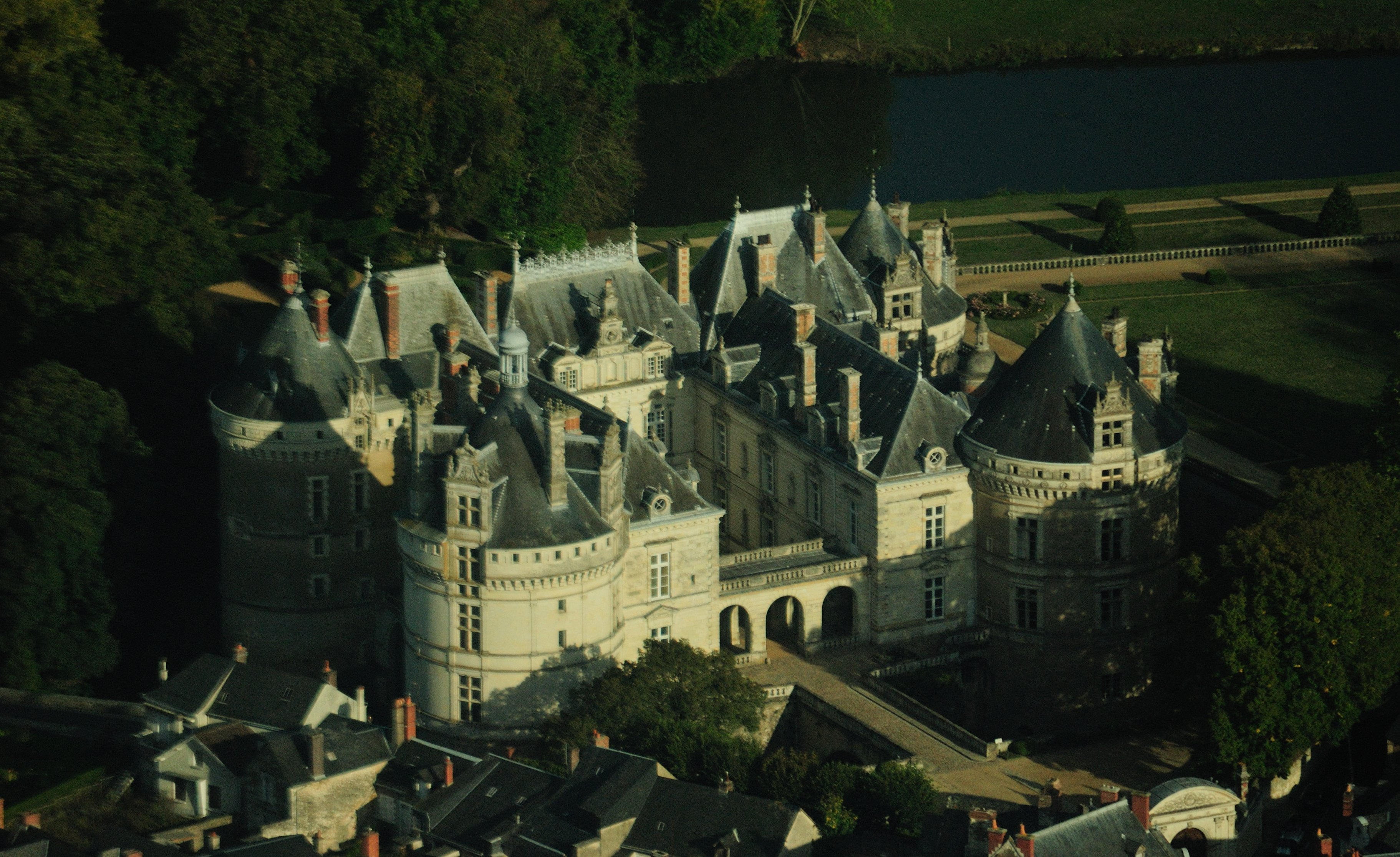
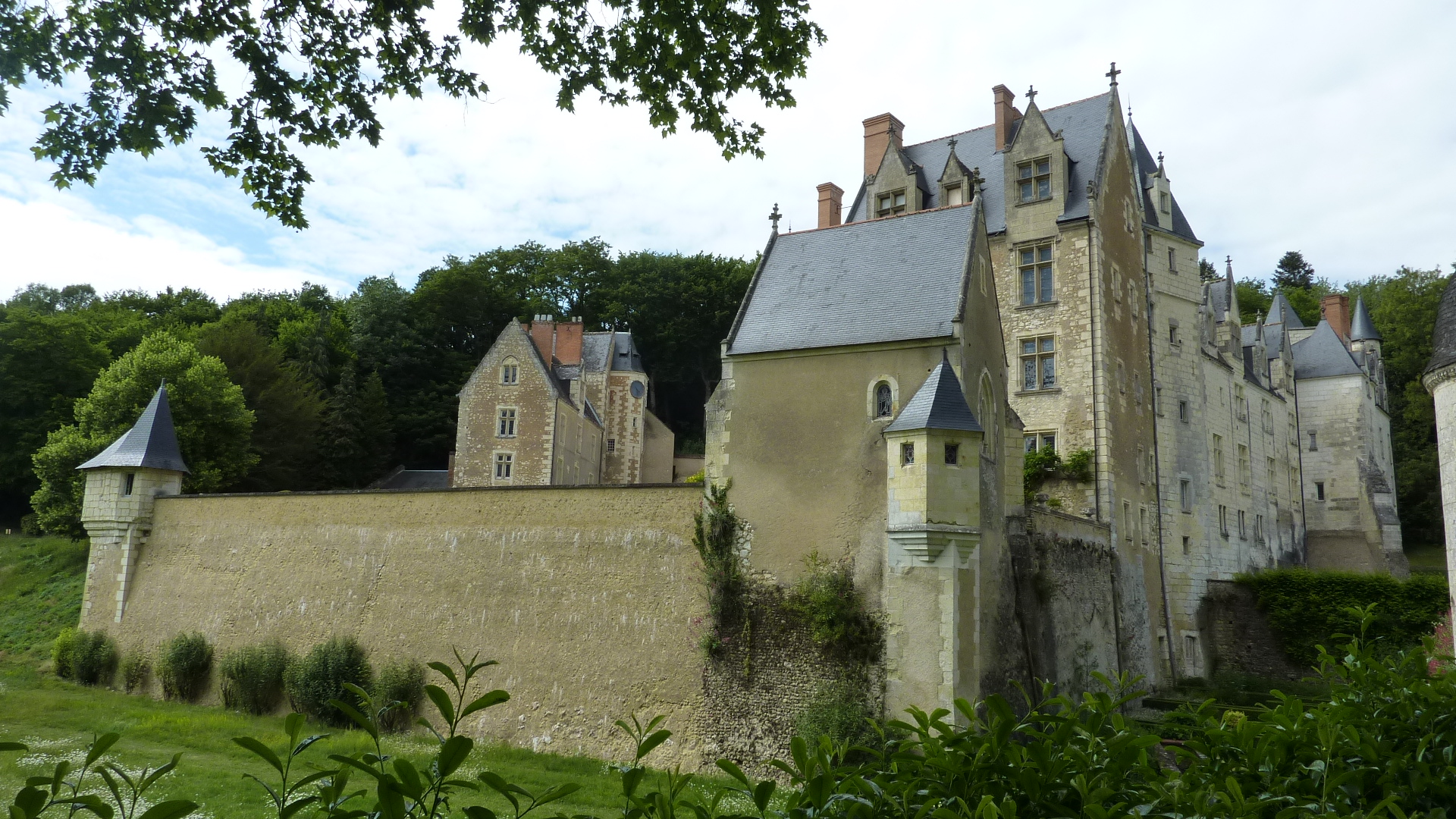

## أعلام
- كليمنت دوفال